# رود فینهام بروک
رود فینهام بروک (انگلیسی: Finham Brook) رودی است که رود سو می‌ریزد. این رود در کشور بریتانیا جریان دارد.